# Euristeu

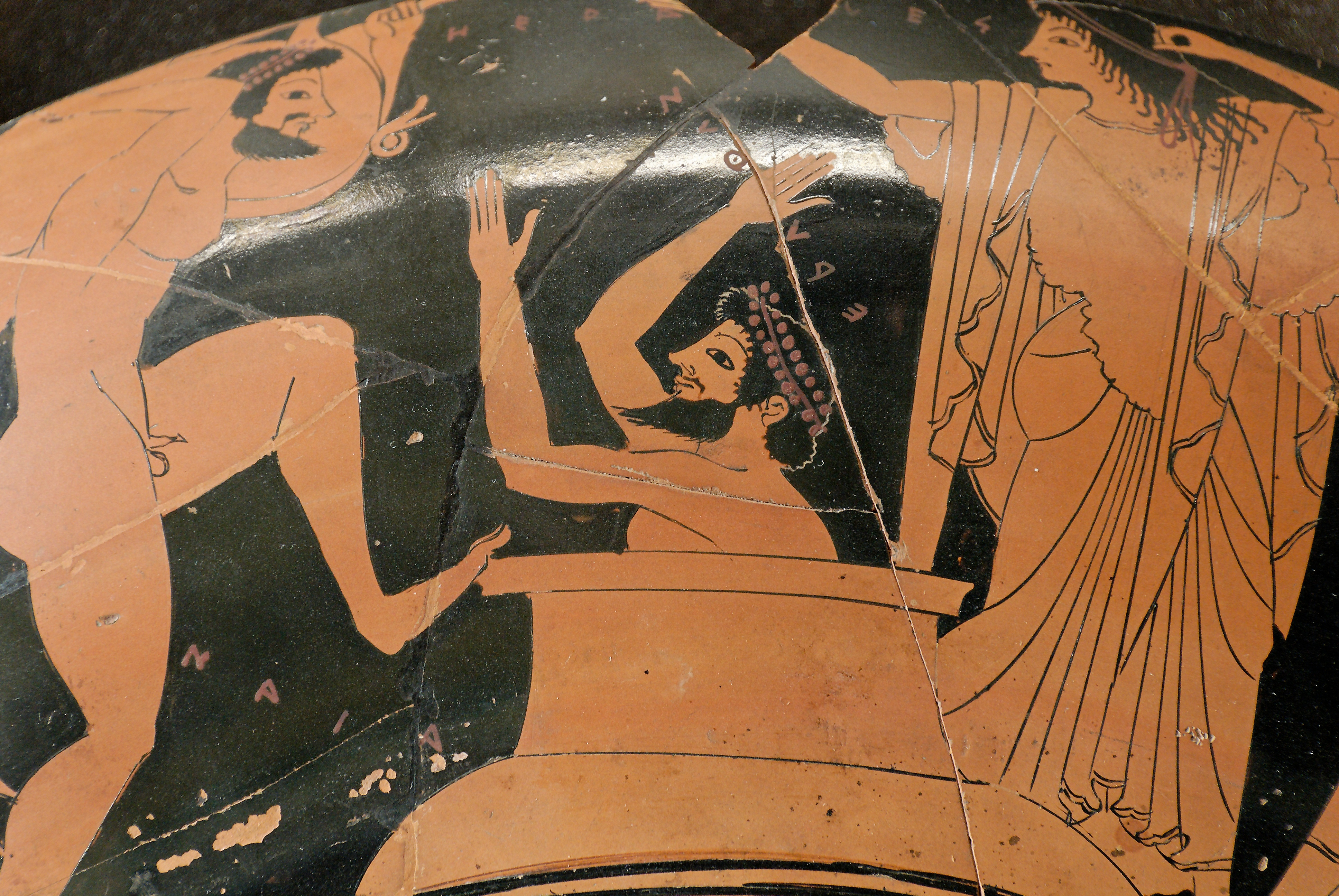
Euristeu se ascunde într-un vas la vederea lui Heracle cu mistrețul din Erymanthos. Desen de pe un kylix (tip de vas grecesc), cca. 510 î.C.

Euristeu (limba greacă: Ευρυσθέας) a fost, în mitologia greacă, rege al Tirintului și al Micenei, fiul lui Stelenos și al Nicipei, nepotul eroului Perseu. El s-a căsătorit cu Antimaha, fiica regelui Amfidamas al Arcadiei.

## Euristeu și Heracle

### Nașterea lui Euristeu
Înainte să se nască, Euristeu a fost ales de Hera pentru a-l prigoni pe Heracle (care de asemenea nu se născuse încă). Când Zeus, a zis trufaș în fața celorlalți zei că primul născut din familia perseizilor îi va conduce pe ceilalți membri ai dinastiei, Hera s-a dus la palatul din Tirint, unde a grăbit sarcina Nicipei, mama lui Euristeu. Astfel Euristeu s-a  născut la scurt timp înaintea lui Heracle și avea să-l conducă pe marele erou. Zeus și Hera au încheiat o înțelegere în urma căreia Heracle avea să se afle  sub dominația lui Euristeu numai pentru a face 12 mari isprăvi. La asasinarea tatălui său de fiul lui Heracle, Hilos, Euristeu a devenit rege al Micenei și Tirintului, având și mai multă ură față de Heracle decât a primit la naștere.

### Muncile lui Hercule
Prima misiune a lui Heracle a fost să ucidă Leul din Nemeia și să aducă pielea sa la Micene. Când Euristeu l-a văzut pe Heracle purtând pielea leului, nu a mai dat voie eroului să intre în oraș, toate însărcinările comunicându-le printr-un crainic, Copreu, sau de pe meterezele zidurilor.
Apoi, Heracle a fost pus să ucidă Hidra din Lerna. Heracle a fost ajutat de eroul și nepotul său, Iolau. Când Euristeu a aflat acest lucru, a spus că misiunea nu a fost îndeplinită.
Heracle a împlinit și cea de-a treia și a patra însărcinare (ucidera păsărilor stymfaliene și prinderea căprioarei kerynitice). Euristeu însăși a ieșit în afara zidurilor orașului și a luat căprioara kerynitică, care fusese închinată zeiței Artemis. Dar căprioara a fugit repede din ochii lui. Euristeu s-a enervat, dar Heracle i-a răspuns simplu cău a fost destul de sprinten.
Când fiul lui Zeus i-a adus lui Euristeu mistrețul din Erymanthos, acesta, de frică, s-a ascuns într-un vas mare de bronz.
A șasea ispravă a lui Heracle a fost aceea de a curăța imensele grajduri ale regelui Augias al Elidei, fiul zeului Helios. Prin schimbarea de curs a râurilor Alpheios și Phineios, eroul a reușit să curețe grajdurile  într-o singură zi. Augias nu a recunoscut fapta lui Heracle și l-a alungat din Elida. Mai târziu, Heracle a venit aici cu o armată și l-a ucis pe Augias și pe aliații săi, inclusiv pe regele Neleu din Pilos. Apoi a organizat pentru prima oară, după legendă, Jocurile Olimpice.
La a șaptea ispravă, anume prinderea Taurului Cretan, Heracle a folosit un lasou pentru capturarea tarului. Euristeu a vrut să sacrifice taurul în cinstea Herei, dar aceasta nu a acceptat, pentru că reflecta gloria lui Heracle. Taurul a fost lăsat liber pe câmpia Maratonului și a fost ucis mai târziu de Tezeu.
Heracle a îndeplinit și cea de-a opta sarcină. Iepele lui Diomede, regele Traciei, au fost aduși la Euristeu, care i-a dedicat Herei și le-a lăsat libere prin Argolida sau pe muntele Olimp; mulți dintre ei au fost uciși de fiare. Se spune că Bucefal, calul lui Alexandru Macedon, se trage din acești cai sălbatici.
Admete, fiica lui Euristeu, a râvnit la brâul reginei Hippolyte a amazoanelor. De aceea, Heracle a pornit la drum spre țara amazoanelor, și după o luptă grea, a reușit să acapareze brâul reginei.
Isprava a zecea a fost să aducă la Micene vacile lui Geryones, care au fost sacrificate în cinstea Herei. Apoi au urmat aducerea merelor de aur ale Hesperidelor, care au fost înapoiate deținătoarelor de drept, și furarea lui Cerber, câinele iadului, care de asemenea a fost revendicat lui Hades, stăpânul infernului.

### Lupta cu Atena și moartea lui Euristeu
După moartea lui Heracle, Euristeu i-a prigonit pe urmașii săi (Heraclizii, sub conducerea fiului lui Heracle, Hilos) din Tirint. Aceștia s-au refugiat la Demofon, fiul lui Tezeu și regele Atenei. Euristeu a pornit cu armata împotriva Atenei. Heraclizii au jertfit-o pe o fiică a lui Heracle, Macaria, apoi au venit în ajutorul atenienilor. Micenienii au fost înfrânți, iar Euristeu a fugit, urmărit de Hilos în car. Iolau, mare prieten al lui Heracle, a preluat frâurile carului lui Hyllus și l-a prins pe regele micenian. Acestuia i-au fost scoși ochii iar apoi a fost ucis de Alcmena, mama lui Heracle. Euristeu a fost înmormântat în Atica, lângă templul Atenei din Pallene.
După moartea lui Euristeu și a fiilor săi sub zidurile Atenei, Atreu și Tieste, fii lui Pelops, au preluat controlul în Micene, dar Tirintul a fost pierdut în favoarea Argosului.

## Euristeu în teatru
Euristeu este un personaj din Heraclizii, o piesă de teatru scrisă de Euripide.  De spaima lui Euristeu, heraclizii se ascund la regele Demofon din Atena. Profeția oracolului este că Demofon că îl va învinge pe Euristeu numai dacă va jertfi o fecioară a zeiței Persefone. Macaria, fiica lui Heracle, s-a oferit de bună voie și a fost sacrficată înaintea bătăliei care s-a sfârșit cu victoria atenienilor și a heraclizilor.